# أل بولارد
أل بولارد (بالإنجليزية: Al Pollard) هو لاعب كرة القدم الكندية أمريكي، ولد في 7 سبتمبر 1928 في غلينديل في الولايات المتحدة، وتوفي في 3 مارس 2002 في Devon, Pennsylvania ‏ في الولايات المتحدة بسبب السرطان.

## وصلات خارجية
- أل بولارد على موقع مرجع كرة القدم المحترفة.كوم (الإنجليزية)